# Fortunato Duranti
Fortunato Duranti (Montefortino, 25 settembre 1787 – Montefortino, 7 febbraio 1863) è stato un pittore e collezionista d'arte italiano.

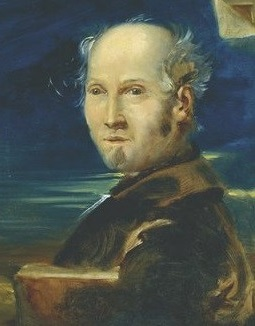
Autoritratto di Fortunato Duranti, donato al Comune di Montefortino e conservato presso la Pinacoteca

Presso il paese natio di Montefortino è istituita la Pinacoteca intitolata all'artista, dove sono conservate tutte le opere della collezione privata che egli donò al comune nel corso dei suoi ultimi anni.

## Biografia
L'artista dimostrò subito versatilità nel disegno e nella pittura, di cui apprese i primi rudimenti nel Monastero delle Grotte di Massaccio l'odierna Cupramontana (AN), non lontano da Jesi, città dove poté conoscere le decorazioni del Palazzo Comunale e del Teatro Comunale opera del pittore neoclassico Felice Giani. 
Poco prima del 1807, grazie alla protezione della famiglia Honorati, poté continuare gli studi a Roma, alla scuola dell'abate Domenico Conti, quest'ultimo allievo a Mantova di Giuseppe Bazzani e poi a Roma di Pompeo Batoni. Nell'Urbe il Duranti, protetto dal cardinal Bernardino Honorati, dimostrò una spiccata predilezione per la pittura di Raffaello e dei manieristi toscani, entrando in contatto col purista Tommaso Minardi e con Vincenzo Camuccini, Pelagio Palagi, Felice Giani e Bartolomeo Pinelli. 

In difficoltà dopo la morte del cardinal Honorati, e non riuscendo ad ottenere nessuna commissione artistica importante, indirizzò la sua attività verso l'antiquariato, raccogliendo marmi antichi, dipinti, disegni, stampe e incisioni. Nel 1815, accumulato un consistente quantitativo di opere d'arte, si mise in viaggio per la Germania, in prospettiva di remunerative vendite, ma durante il viaggio, accusato di essere una spia, venne arrestato e gli furono sequestrate tutte le opere. Turbato profondamente, e a seguito di squilibri mentali, da allora visse fra Roma e Montefortino, dove si ritirò definitivamente nel 1840, fino alla morte.

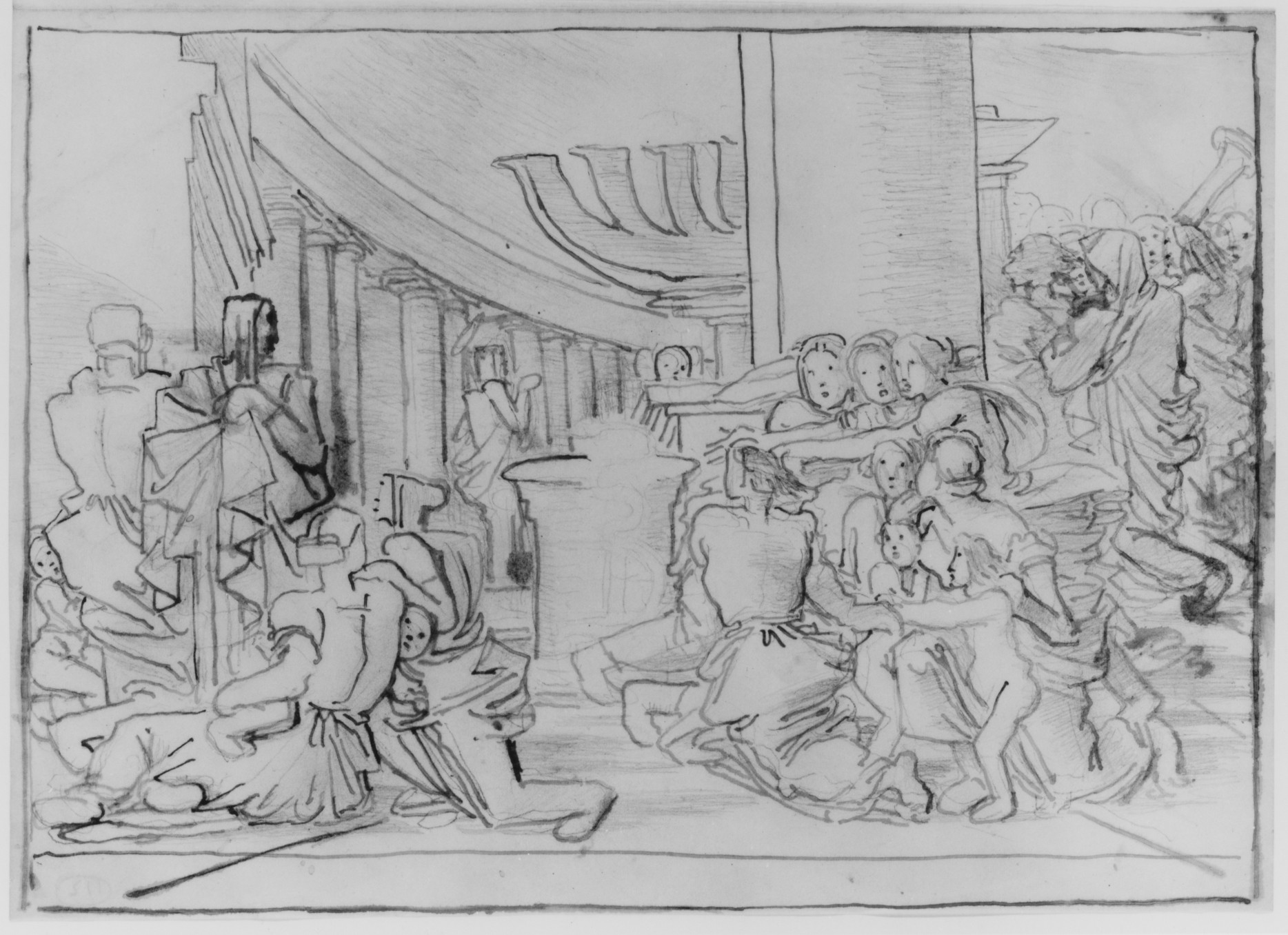
Disegno di Fortunato Duranti

Dopo la fase giovanile, di carattere prettamente accademico, intorno agli anni ‘20, lo stile grafico del pittore, alla ricerca di schemi espressivi nuovi, inediti e consoni ai nuovi tempi, se in primo tempo guarderà alla pittura visionaria-fantastica di Johann Heinrich Füssli e di Francisco Goya, intorno al 1830 elaborerà quello «stile quadrato», che caratterizzò gli anni centrali della sua produzione grafica. Recuperato un procedimento di bottega, teorizzato da Giovanni Paolo Lomazzo e sfruttato appieno da Luca Cambiaso, Duranti propone immagini con personaggi geometricamente astratti e squadrati, come se fossero intagliati in blocchi di pietra, in un modo quasi stenografico, che consente di creare una sorta di immenso libro di appunti di cose viste e da ricordare, lo strumento di lavoro di un antiquario e collezionista, che seppur chiuso nella sua cittadina natale, riuscì a mettere insieme una raccolta di opere senza pari, con dipinti che spaziano dal Quattrocento fino ai contemporanei; oggi in maggior parte conservate nella Pinacoteca civica Fortunato Duranti di Montefortino.